# Pinej
Pinej ali Pines sin ilirskega kralja Agrona in njegove prve žene Tritevte. Od Agronove smrti leta 230 pr. n. št. do svoje smrti leta 217 pr. n. št. je bil de iure kralj ilirskega Ardijejskega kraljestva, de facto pa je v njegovem imenu vladala Agronova druga žena Tevta in za njo Demetrij Hvarski,  * 232 pr.n. št., † 217 pr. n. št..

## Življenjepis
Pinej je bil ob očetovi smrti leta 230 pr. n. št. še otrok, zato je oblast v državi prevzela njegova mačeha Tevta. Lokalni oblastniki so od nje zahtevali večjo avtonomijo in Tevta jim jo je v strahu za svoj položaj tudi dala. Na njeno dejanje so gledali kot na znak slabosti in začeli napadati in ropati trgovske ladje v Jadranskem in Jonskem morju in se pri tem niso ozirali na njihovo zastavo in škodo, ki so jo s tem povzročili zunanjim odnosom Ilirskega kraljestva. 
Zaradi ilirskega piratstva je so bile najbolj prizadete grške države, katerih gospodarstvo je bilo življenjsko odvisno od morja. Rimska republika, ki je bila naklonjena Grkom, je v Ilirijo poslala svoje odposlance, da bi zgladili nastale spore, vendar jim to ni uspelo. Tevta je jih je ukazala umoriti, s čimer je leta 229 pr. n. št. sprožila prvo ilirsko vojno. Eden od mirovnih pogojev po končani vojni je bil Tevtin odstop v Pinejevo korist.
Pinej je ponovno izgubil prestol leta 222 pr. n. št. po poroki svoje matere Tritevte z Demetrijem Hvarskim, ki se je zatem razglasil za ilirskega kralja. Demetrij se ni menil za mirovno pogodbo z Rimom in sklenil zavezništvo z dolgoletno  rimsko nasprotnico Makedonijo. Leta 219 pr. n. št. se je zato začela druga ilirska vojna. Demetrij je pobegnil v Makedonijo in Pinej je končno postal samostojen kralj.  Leta 217 pr. n. št. je nepričakovano umrl.

## Pinej v antičnih virih
Polibij Pineja sploh ne omenja, Apijan in Kasij Dio pa ga omenjata kot zakonitega naslednika ilirskega prestola. Apijan o njem piše, da je zaprosil za pomoč Rimljane, do katere, izgleda, ni prišel.